# USS William C. Cole (DE-641)
USS William C. Cole (DE-641) là một tàu hộ tống khu trục lớp Buckley được Hải quân Hoa Kỳ chế tạo trong Chiến tranh Thế giới thứ hai. Tên nó được đặt theo Phó đô đốc William C. Cole (1868–1935), người từng tham gia các cuộc Chiến tranh Tây Ban Nha-Hoa Kỳ và Chiến tranh Thế giới thứ nhất, và được tặng thưởng Huân chương Chữ thập Hải quân. Nó đã phục vụ cho đến khi chiến tranh kết thúc, xuất biên chế năm 1948 và bị tháo dỡ năm 1972. William C. Cole được tặng thưởng một Ngôi sao Chiến trận do thành tích phục vụ trong Thế Chiến II.

## Thiết kế và chế tạo
Những chiếc thuộc lớp tàu hộ tống khu trục Buckley có chiều dài chung 306 ft (93 m), mạn tàu rộng 37 ft 1 in (11,30 m) và độ sâu mớn nước khi đầy tải là 11 ft 3 in (3,43 m). Chúng có trọng lượng choán nước tiêu chuẩn 1.400 tấn Anh (1.400 t); và lên đến 1.740 tấn Anh (1.770 t) khi đầy tải. Hệ thống động lực bao gồm hai turbine hơi nước General Electric công suất 13.500 mã lực (10.100 kW), dẫn động hai máy phát điện công suất 9.200 kilôwatt (12.300 hp) để vận hành hai trục chân vịt;  công suất 12.000 hp (8.900 kW) cho phép đạt được tốc độ tối đa 23 kn (26 mph; 43 km/h), và có dự trữ hành trình 6.000 nmi (6.900 mi; 11.000 km) khi di chuyển ở vận tốc đường trường 12 kn (14 mph; 22 km/h).
Vũ khí trang bị bao gồm ba pháo 3 in (76 mm)/50 cal trên tháp pháo nòng đơn có thể đối hạm hoặc phòng không, một khẩu đội 1,1 inch/75 caliber bốn nòng và tám pháo phòng không Oerlikon 20 mm. Vũ khí chống ngầm bao gồm một dàn súng cối chống tàu ngầm Hedgehog Mk. 10 (có 24 nòng và mang theo 144 quả đạn); hai đường ray Mk. 9 và tám máy phóng K3 Mk. 6 để thả mìn sâu. Khác biệt đáng kể so với lớp Evarts dẫn trước là chúng có thêm ba ống phóng ngư lôi Mark 15 21 inch (533 mm). Thủy thủ đoàn đầy đủ bao gồm 186 sĩ quan và thủy thủ.
William C. Cole được đặt lườn tại xưởng tàu của hãng Bethlehem Steel Corporation tại San Francisco, California vào ngày 5 tháng 9, 1943. Nó được hạ thủy vào ngày 29 tháng 12, 1943; được đỡ đầu bởi bà William C. Cole, vợ góa đô đốc Cole, và nhập biên chế vào ngày 12 tháng 5, 1944 dưới quyền chỉ huy của Hạm trưởng, Đại úy Hải quân Clay Harrold.

## Lịch sử hoạt động

### Quần đảo Solomon và New Guinea
Sau khi hoàn tất chuyến đi chạy thử máy huấn luyện ngoài khơi bờ biển San Diego, California, William C. Cole được sửa chữa sau thử máy tại xưởng tàu trước khi khởi hành từ vùng bờ Tây vào ngày 19 tháng 7, 1944 để hướng sang quần đảo Hawaii. Sau khi đi đến Oahu, nó tiến hành huấn luyện tại khu vực phụ cận Trân Châu Cảng cho đến ngày 1 tháng 8. Cùng với tàu hộ tống khu trục Snyder (DE-745), nó lên đường để tham gia thành phần hộ tống một đoàn tàu bao gồm các tàu chở dầu Neches (AO-47) và Atascosa (AO-66); tàu tiếp liệu thủy phi cơ Kenneth Whiting (AV-14); các tàu sân bay hộ tống Bougainville (CVE-100) and Admiralty Islands (CVE-99);; tàu đông lạnh Aldebaran (AF-10) và tàu chở hàng SS Cape Pillar đi sang khu vực quần đảo Marshall. Sau khi đoàn tàu đi đến Majuro an toàn, nó hộ tống Admiralty Islands và Bougainville quay trở lại Trân Châu Cảng.
Sau năm ngày được bảo trì, William C. Cole lại rời Trân Châu Cảng, cùng các tàu hộ tống khu trục Melvin R. Nawman (DE-416) và Samuel B. Roberts (DE-413) hộ tống một đoàn tàu buôn hướng sang quần đảo Marshall. Nó được cho tách ra khỏi đoàn tàu vào ngày 28 tháng 8 để hộ tống chiếc tàu buôn SS Cape Page đi Kwajalein, rồi quay trở lại Hawaii vào ngày 1 tháng 9. Sau một tuần lễ được bảo trì, con tàu tiếp tục lên đường vào ngày 15 tháng 9, tháp tùng chiếc tàu sân bay hộ tống Copahee (CVE-12) trong hành trình đi sang đảo Manus thuộc quần đảo Admiralty. Nó chuyển sang thuộc quyền Bộ chỉ huy Lực lượng Nam Thái Bình Dương từ ngày 25 tháng 9.
Khởi hành từ Seeadler Harbor, Manus vào ngày 1 tháng 10, William C. Cole cùng tàu chị em Gendreau (DE-639) hướng đến khu vực quần đảo Solomon. Từ ngày 4 đến ngày 11 tháng 10, nó huấn luyện phối hợp cùng các đơn vị khác thuộc Đội hộ tống 73 ngoài khơi vịnh Purvis. Đến ngày 18 tháng 10, nó hộ tống chiếc tàu buôn SS Cape Johnson đi từ Lunga Point, Guadalcanal đến mũi Torokina, Bougainville trước khi quay trở lại vịnh Purvis để bảo trì và huấn luyện tác xạ cho đến hết tháng 10. Từ đó cho đến tháng 2, 1945, con tàu hoạt động từ vịnh Purvis, phục vụ hộ tống vận tải cho tàu bè đi lại giữa Guadalcanal, Bougainville và New Caledonia; nó từng hộ tống cho SS Sea Cat, SS Sea Snipe, General O. H. Ernst (AP-133), Wharton (AP-7), West Virginia (BB-48), General M. M. Patrick (AP-150), Windsor (APA-55), Ormsby (APA-49) và Crescent City (APA-21).
Sau khi thực hành tác xạ từ ngày 3 đến ngày 23 tháng 2, William C. Cole trình diện để phục vụ cùng Tư lệnh Đệ Ngũ hạm đội, và từ ngày 24 tháng 2 đến đầu tháng 3 đã làm nhiệm vụ hộ tống khu vực vận chuyển ngoài khơi Lunga Point, Guadalcanal, bảo vệ các tàu vận tải thuộc Hải đội Đổ bộ 4 đang thực hành đổ bộ tại khu vực. Nó tiếp tục bảo vệ cho Hải đội Đổ bộ 4 đón binh lính lên tàu tại Lunga Point từ ngày 10 đến ngày 13 tháng 3, trước khi lên đường đi sang quần đảo Russell.
Cùng các tàu khu trục Lang (DD-399), Stack (DD-406) và Paul G. Baker (DE-642), William C. Cole khởi hành vào ngày 15 tháng 3 để hướng đến Ulithi về phía Tây quần đảo Caroline, hộ tống cho các đơn vị thuộc Hải đội Đổ bộ 4. Được cho tách ra vào ngày 22 tháng 3, nó cùng Paul G. Baker hộ tống các tàu chở hàng Theenim (AKA-63) và Lacerta (AKA-29) đi sang khu vực quần đảo Mariana; sau khi đưa đoàn tàu đi đến Saipan an toàn, hai chiếc tàu hộ tống khu trục lập tức quay trở lại Ulithi. Nó được tiếp liệu trước khi cùng Massey (DD-778), Drexler (DD-741) và Metcalf (DD-595) lên đường hộ tống cho Đội tàu sân bay 22 (thiếu Sangamon (CVE-26) và Santee (CVE-29)). Được thay phiên nhiệm vụ hộ tống vào ngày 31 tháng 3, nó lại cùng tàu chiến thuộc Đội hộ tống 73 tháp tùng bảo vệ cho Hải đội Vận chuyển 18 đang trên đường hướng sang Okinawa.

### Okinawa
Đoàn tàu đi đến ngoài khơi bãi biển phía Tây vào xế trưa ngày hôm đó, được đối phương chào đón bởi những đợt không kích rải rác nhưng kéo dài. Từ ngày 1 đến ngày 4 tháng 4, William C. Cole nhiều lần phải chuyển sang báo động trực chiến phòng không khi máy bay đối phương xuất hiện tại khu vực lân cận. Bản thân con tàu đã bắn hạ một máy bay tấn công và trợ giúp vào việc bắn rơi hai chiếc khác trước khi hộ tống cho Đội vận chuyển 42 rút lui khỏi Okinawa vào ngày 5 tháng 4. Sau khi về đến Saipan, nó được lệnh tiếp tục đi đến Ulithi để được tiếp liệu trước khi lại lên đường vào ngày 13 tháng 4, hộ tống cho Đội vận chuyển 56 đi sang Okinawa.
Đi đến ngoài khơi bãi đổ bộ phía Tây của Okinawa vào ngày 17 tháng 4, William C. Cole được tách khỏi nhiệm vụ hộ tống vận tải để chuyển sang tuần tra bảo vệ chống tàu ngầm và phòng không. Nó làm nhiệm vụ này tại vùng biển phụ cận khu vực vận chuyển cho đến ngày 26 tháng 4, khi nó cùng Bunch (APD-79), Mullany (DD-528), Charles Lawrence (APD-37) và Richard W. Suesens (DE-342) hộ tống bảo vệ cho Đội vận chuyển 104 rút lui. Sau khi về đến Ulithi vào ngày 30 tháng 4, con tàu được bảo trì trong bốn ngày.
Sau khi hoàn tất việc sửa chữa, William C. Cole được phái đến một trạm cột mốc radar ngoài khơi đảo Yap trước khi quay trở về khu vực Tây Caroline vào ngày 13 tháng 5. Sang ngày hôm sau, nó cùng chiếc Chase (APD-54) hộ tống cho thiết giáp hạm West Virginia (BB-48) và tàu tuần dương hạng nặng Tuscaloosa (CA-37) quay trở lại Okinawa. Đến nơi vào ngày 17 tháng 5, con tàu lại đảm nhiệm tuần tra phòng không và chống tàu ngầm.
Đang khi hoạt động tuần tra từ ngày 19 đến ngày 23 tháng 5, William C. Cole chứng kiến nhiều hoạt động của không quân đối phương. Sang ngày 24 tháng 5, bản thân nó bị đối phương nhắm đến; trong khoảng từ 18 giờ 30 phút ngày 24 tháng 5 cho đến 06 giờ 00 ngày 25 tháng 5, nó đã bắn rơi hai máy bay tấn công cảm tử Kamikaze Nhật Bản. Trong khi con tàu đang ở vị trí về phía Đông Bắc Ie Shima, một máy bay tiêm kích Nakajima Ki-43 "Oscar" tìm cách đâm tự sát vào con tàu; đối thủ rơi xuống biển sát cạnh mạn phải con tàu sau khi đầu cánh của nó va chạm với ống phóng ngư lôi đang xoay qua mạn phải. Chiếc thứ hai, một máy bay tiêm kích Kawasaki Ki-61 "Tony", tiếp cận con tàu từ mạn phải và phải chịu đựng hỏa lực phòng không dày đặc từ các khẩu đội Oerlikon 20 mm và Bofors 40 mm. Do hạm trưởng con tàu đã nhận thức mối đe dọa từ xa, ra lệnh cho phòng máy chạy lui hết tốc độ, kẻ tấn công bị rơi xuống biển cách rất xa con tàu.

### Tháng 6 – tháng 8, 1945
Sau khi được tiếp đạn dược tại Kerama Retto vào ngày 30 tháng 5, William C. Cole khởi hành vào ngày hôm sau hộ tống một đoàn tàu buôn đi Saipan. Vào ngày 2 tháng 6, nó và tàu vận chuyển cao tốc Ringness (APD-100) gặp gỡ một đoàn tàu vận tải để cùng hộ tống chúng đi , đến nơi vào ngày 6 tháng 6. Sau khi được tiếp nhiên liệu, nó khởi hành hướng sang Philippines, cùng tàu khu trục Shields (DD-596) và tàu tàu hộ tống khu trục George E. Davis (DE-357) bảo vệ cho một đoàn tàu buôn đi đến Leyte.
Sau khi đoàn tàu đi đến vịnh San Pedro an toàn vào ngày 10 tháng 6, William C. Cole được sửa chữa những hư hại nó phải chịu đựng tại Okinawa từ tận tháng 5. Cùng tàu tàu hộ tống khu trục Vammen (DE-644) hướng sang Luzon, nó được tiếp nhiên liệu tại vịnh Lingayen rồi hộ tống một đoàn tàu đổ bộ LST đi sang Okinawa. Đến nơi vào ngày 24 tháng 6, nó chuyển đến Kerama Retto vào ngày hôm sau để sáp nhập cùng tàu tiếp liệu thủy phi cơ Curtiss (AV-4), Witter (DE-636) và Forrest (DMS-24) cùng hai tàu kéo, và hộ tống đơn vị này hướng sang Saipan, đến nơi vào ngày 30 tháng 6.
Được phân công một vị trí tuần tra về phía Đông Saipan từ ngày 2 tháng 7, William C. Cole hoạt động canh phòng cho đến khi được chiếc Fieberling (DE-640) thay phiên vào ngày 11 tháng 7. Nó ở lại khu vực Saipan cho đến ngày 22 tháng 7, khi được điều đến Guam, và hoạt động tuẩn tra ngoài khơi Apra Harbor trong một tuần trước khi cùng Austin (DE-15) quay trở lại Saipan. Vào cuối tháng 7, nó hộ tống tàu vận tải tấn công Logan (APA-196) đi sang Eniwetok thuộc quần đảo Marshall.
William C. Cole khởi hành độc lập đi sang Saipan, đến nơi vào ngày 8 tháng 8. Nó hoạt động huấn luyện phối hợp cùng tàu ngầm, thực hành tác xạ phòng không và được bảo trì, cũng như tuần tra ngoài khơi Tinian cho đến ngày 17 tháng 8, lúc Nhật Bản đã chấp nhận đầu hàng hai ngày trước đó.

### Sau chiến tranh
Cho dù cuộc xung đột đã kết thúc, William C. Cole vẫn có những nhiệm vụ phải thực hiện. Nó hộ tống chiếc tàu săn ngầm PC-1587 đi Iwo Jima, rồi hoạt động tìm kiếm và giải cứu tại vùng biển ngoài khơi hòn đảo này cho đến giữa tháng 10. Quay trở lại Saipan, nó tiếp tục phục vụ trong vai trò tương tự cho đến khi lên đường quay trở về vùng bờ Tây Hoa Kỳ.
Sau khi được đại tu tại Xưởng hải quân Puget Sound, Bremerton, Washington, William C. Cole quay trở lại Viễn Đông ngang qua Trân Châu Cảng và Guam vào mùa Xuân năm 1946. Nó đã hoạt động tại Thượng Hải, Okinawa và Thanh Đảo trong mùa Hè trước khi quay trở về nhà, đi ngang qua Guam, Kwajalein và Trân Châu Cảng trước khi về đến San Diego vào ngày 28 tháng 7. Con tàu có một lượt phục vụ khác trong thời bình tại khu vực Tây Thái Bình Dương trong năm 1947, từ ngày 10 tháng 3 đến ngày 31 tháng 8, khi nó viếng thăm Sasebo, Busan, Yokosuka, Wakayama và Kagoshima.
Sau đó William C. Cole hoạt động tại chỗ từ căn cứ San Diego cho đến khi được xuất biên chế vào ngày 13 tháng 3, 1948 và được đưa về Hạm đội Dự bị Thái Bình Dương. Con tàu không bao giờ được đưa ra hoạt động trở lại; tên nó được cho rút khỏi danh sách Đăng bạ Hải quân vào ngày 1 tháng 3, 1972, và con tàu được bán cho hãng Zidell Explorations, Inc. tại Portland, Oregon vào ngày 20 tháng 11, 1972 để tháo dỡ.

## Phần thưởng
William C. Cole được tặng thưởng một Ngôi sao Chiến trận do thành tích phục vụ trong Thế Chiến II.
|             |  |  |
| Bronze star |  |  |

| Dãi băng Hoạt động Tác chiến (truy tặng)                                | Huân chương Phục vụ Trung Hoa        | Huân chương Chiến dịch Hoa Kỳ           |
| Huân chương Chiến dịch Châu Á-Thái Bình Dương với 1 Ngôi sao Chiến trận | Huân chương Chiến thắng Thế Chiến II | Huân chương Phục vụ Chiếm đóng Hải quân |